# Stanislaw Batyschtschew
Stanislaw Mychajlowytsch Batyschtschew (ukrainisch Станіслав Михайлович Батищев; russisch Станислав Михайлович Батищев Stanislaw Michailowitsch Batischtschew; * 10. Juli 1940 in Krywyj Rih, Ukrainische SSR; † 22. Mai 2011) war ein sowjetischer Gewichtheber.

## Werdegang
Der 1,84 m große Ukrainer Stanislaw Batyschtschew startete zunächst für „Burewestnik“ Kriwoi Rog und dann für „Avangard“ Donezk. Er war von 1965 bis 1973 einer der besten Superschwergewichtsheber (damals über 110 kg Körpergewicht) der Welt, obwohl er niemals Olympiasieger, Welt- oder Europameister im Mehrkampf werden konnte. Sein Pech war, dass es in den Jahren, in denen er seine Spitzenleistungen vollbrachte, in der Sowjetunion mit Leonid Schabotinski und Wassili Alexejew zwei Athleten gab, die noch bessere Leistungen vollbrachten als er. Bei allen wichtigen Meisterschaften verlor er gegen einen der beiden. Auch gegen den Deutschen Rudolf Mang stand er mehrere Male auf der Heberbühne, gewann gegen ihn bei den Europameisterschaften 1971 in Sofia und 1973 in Madrid, unterlag aber gegen ihn bei der Weltmeisterschaft 1973 in Havanna.
1969 wurde Batyschtschew sowohl Welt- als auch Europameister in der Einzeldisziplin Reißen. 1972 erzielte er bei den sowjetischen Meisterschaften als Zweiter hinter Alexejew die herausragende Leistung von 620 kg im olympischen Dreikampf, wurde aber trotzdem nicht für die Olympischen Spiele 1972 nominiert.

## Internationale Erfolge/Mehrkampf
(WM = Weltmeisterschaft, EM = Europameisterschaft, SS = Superschwergewicht, Wettkämpfe bis 1972 im olympischen Dreikampf, bestehend aus Drücken, Reißen und Stoßen, ab 1973 im Zweikampf, bestehend aus Reißen und Stoßen)
- 1965, 3. Platz, Großer Preis der UdSSR in Moskau, SS, mit 500 kg, hinter Wiktor Andrejew, UdSSR, 537,5 kg und Georgi Djatschenko, UdSSR, 520 kg;
- 1966, 2. Platz, Großer Preis der UdSSR in Riga, SS, mit 527,5 kg, hinter Leonid Schabotinski, UdSSR, 545 kg und vor Serge Reding, Belgien, 512,5 kg;
- 1966, 3. Platz (2. Platz), WM und EM in Berlin, SS, mit 530 kg, hinter Schabotinski, 567,5 kg und Bob Bednarski, USA, 537,5 kg;
- 1967, 2. Platz, Großer Preis der UdSSR in Tiflis, SS, mit 542,5 kg, hinter Andrejew, 547,5 kg und vor Djatschenko, 540 kg;
- 1967, 1. Platz, Vorol. Spiele in Mexiko-Stadt, SS, mit 550 kg, vor Joe Dube, USA, 550 kg und Ernest Pickett, USA, 520 kg;
- 1968, 1. Platz, Baltic Cup in Helsinki, SS, mit 540 kg, vor Manfred Rieger, DDR, 535 kg und Ove Johansson, Schweden, 527,5 kg;
- 1969, 1. Platz, Baltic Cup in Zinnowitz, SS, mit 552,5 kg, vor Kalevi Lahdenranta, Finnland, 520 kg und Rieger, 517,5 kg;
- 1969, 3. Platz (2. Platz), WM und EM in Warschau, SS, mit 570 kg, hinter Dube, 577,5 kg und Reding, 570 kg;
- 1970, 1. Platz, Großer Preis von Teheran, SS, mit 540 kg, vor Rjabokon, UdSSR, 500 kg und Wojcik, Polen, 470 kg;
- 1970, 2. Platz, Großer Preis der UdSSR in Minsk, SS, mit 587,5 kg, hinter Wassili Alexejew, UdSSR, 600 kg und vor Rieger, 530 kg,
- 1971, 1. Platz, Großer Preis der UdSSR in Rostow, SS, mit 600 kg, vor Petr Pavlásek, CSSR, 527,5 kg und Gerd Bonk, DDR, 520 kg;
- 1971, 2. Platz, EM in Sofia, SS, mit 607,5 kg, hinter Alexejew, 630 kg und vor Rudolf Mang, BRD, 602,5 kg;
- 1973, 2. Platz, Turnier in Sotschi, SS, mit 390 kg, hinter Alexejew, 395 kg, und vor Kosinzew, UdSSR, 380 kg;
- 1973, 2. Platz, EM in Madrid, SS, mit 395 kg, hinter Alexejew, 417,5 kg und vor Mang, 387,5 kg;
- 1973, 3. Platz, WM in Havanna, SS, mit 392,5 kg, hinter Alexejew, 402,5 kg und Mang, 400 kg.

## Medaillen Einzeldisziplinen
(alle im Superschwergewicht errungen)
- WM-Goldmedaille: 1969 im Reißen,
- WM-Silbermedaille: 1969 im Stoßen,
- WM-Bronzemedaillen: 1969 im Drücken – 1973 im Reißen.
- EM-Goldmedaille: 1969 im Reißen,
- EM-Silbermedaillen: 1969 im Drücken – 1969 im Stoßen – 1971 im Drücken – 1971 im Stoßen,
- EM-Bronzemedaille: 1971 im Reißen.

## UdSSR-Meisterschaften
- 1965, 3. Platz, SS, mit 510 kg, hinter Schabotinski, 540 kg und Andrejew, 525 kg;
- 1966, 2. Platz, SS, mit 522,5 kg, hinter Andrejew, 525 kg und vor Rjabokon, 497,5 kg;
- 1967, 2. Platz, SS, mit 537,5 kg, hinter Schabotinski, 585 kg und vor Djatschenko, 522,5 kg;
- 1968, 2. Platz, SS, mit 555 kg, hinter Schabotinski, 585 kg und vor Wassili Alexejew, 540 kg;
- 1969, 2. Platz, SS, mit 552,5 kg, hinter Schabotinski, 572,5 kg und vor Rjabokon, 542,5 kg;
- 1970, 2. Platz, SS, mit 582,5 kg, hinter Alexejew, 607,5 kg und vor Kosinzew, 545 kg;
- 1971, 2. Platz, SS, mit 572,5 kg, hinter Alexejew, 640 kg und vor Jefremow, 537,5 kg;
- 1972, 2. Platz, SS, mit 620 kg, hinter Alexejew, 645 kg und vor Kosinzew, 590 kg,
- 1973, 2. Platz, SS, mit 405 kg, hinter Alexejew, 407,5 kg und vor Kurg, 380 kg.

## Weltrekord
- 214 kg, Drücken, 1970 in Minsk, SS.